# Zud

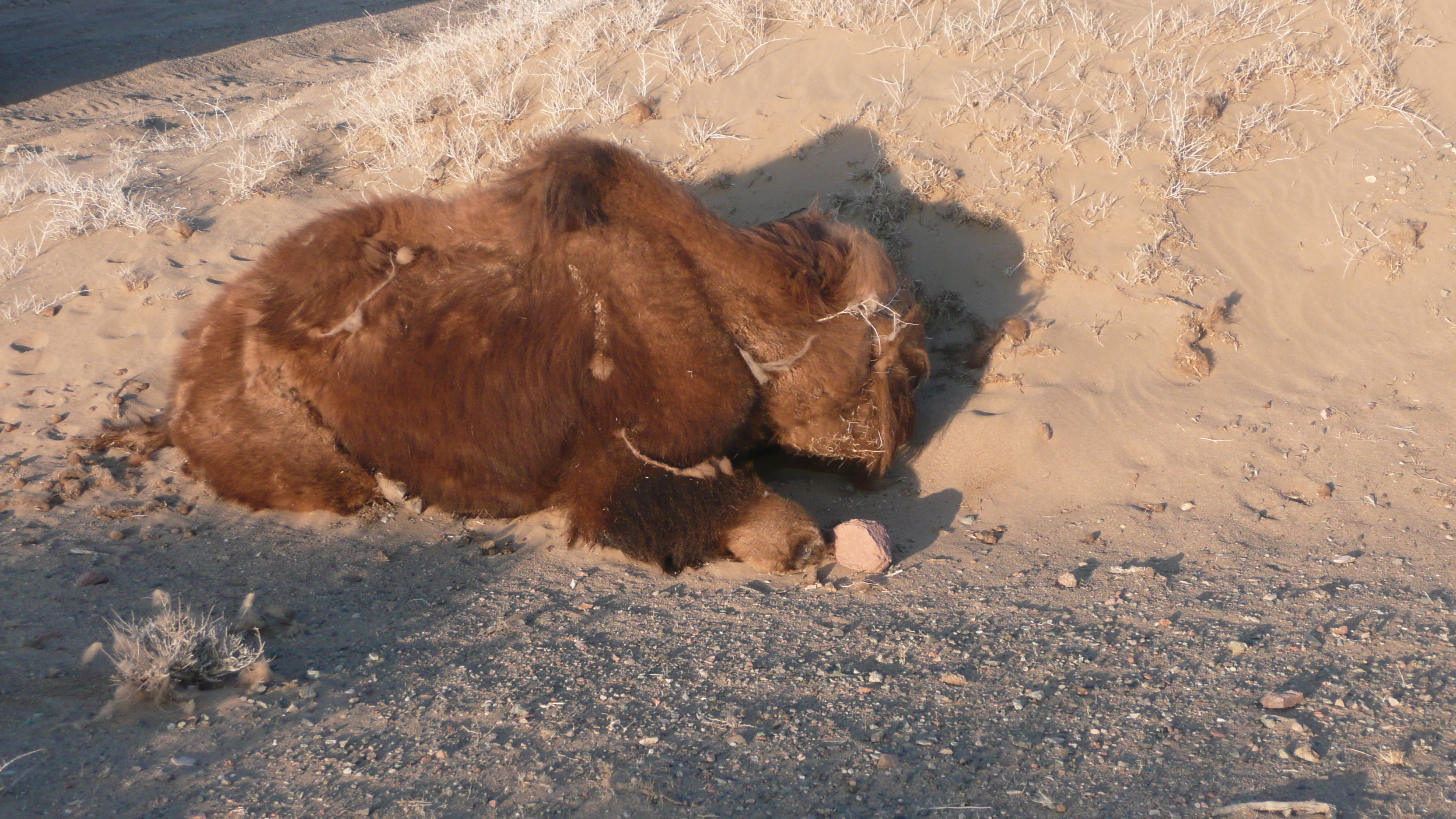
Zud invierno 2010 en el sur de Gobi - Camello muerto

Un zud, dzud (mongol: зуд) de dzhut, zhut, djut, jut (kazajo: жұт, kirguís: жут, ruso: джут) es un desastre en las regiones esteparias, semidesérticas y desérticas de Mongolia y Asia Central, en el que muere un gran número de cabezas de ganado, principalmente debido a la inanición, al no poder pastar debido a condiciones climáticas particularmente severas. En invierno puede ocurrir, por ejemplo, debido a una capa de hielo impenetrable mientras que en verano puede ocurrir por sequía. Se reconocen varios tipos de zud, según el tipo particular de condiciones climáticas.
Para el 2016 ¿?, un tercio de la población de Mongolia depende por completo de la agricultura de pastoreo para su sustento, y los duros zuds pueden provocar crisis económicas y problemas de seguridad alimentaria en el país.
En las regiones de Asia Central, Zud (djut) es un desastre severo que se produce periódicamente. La traducción literal de la palabra kazaja 'жұт' es "devorador".